# تشاه زار (خبر بافت)
تشاه زار (بالفارسية: چاه زار) هي قرية تقع في إيران في Khabar Rural District. يقدر عدد سكانها بـ 0 نسمة بحسب إحصاء 2016.